# 曷懒甸
曷懒甸位于今天朝鲜咸镜南道咸兴市一带。是满族人祖先居住地之一。是10世纪开始存在于东北亚的古地名，金朝及金后的东夏国时期被称为曷懶路，为没有编入辽国国籍的生女真人的故地，
从1019年，第3次契丹（辽）侵入高丽后作为进攻和控制朝鲜半岛的军事重镇理应被辽国控制，起附近存在众多的女真部落，南部与高丽国为临近。“遣石适欢以星显(今布尔哈通河)、统门(今图们江)之兵往至乙离骨岭，益募兵趋活涅水(今朝鲜洪原附近)，徇地曷懒甸，收叛亡七城。”完颜部统一了女真后，迅速与曷懒甸一带的生女真达成联盟，高丽国“恐近于己而不利也，使人邀止之。”并进而引发了女真和高丽争夺曷懒甸的战争。

## 曷懒甸之战

### 背景
高丽东北部的曷懒甸地区的一些女真部落曾经为高丽的臣属，并与高丽有密切的贸易往来。由于这些女真部落位于高丽东北部而称为“东女真”或“东北女真”。 据《高丽史·定宗世家》载：“三年(948年)九月，东女真大匡苏无盖等来献马七百匹及方物，”(卷2)女真氏族首领也接受高丽授予的官职；武职有将军、宁塞将军、归德将军、柔远将军、怀化将军等;文职有大相、大匡、元甫、正甫、大丞等。 完颜部统一了女真后，女真变得强大。而高丽长久以来一直觊觎北方拓殖领土，战争一触即发。

### 高丽和女真的边界纠纷
完颜部女真部落兴起后，以完颜部为核心的女真部落联盟要统一曷懒甸的女真部落，“曷懒甸诸部尽欲来附”，这是民族发展中由分散变为一体的趋同运动。对此，高丽不安，“恐近于己而不利也，使人邀止之”，高丽则要向曷懒甸“拓土开边” ，双方的冲突势难避免。
1104年二月，高丽将领林干等率兵由定州出关侵入曷懒甸，当即遭到女真军的痛击，由于高丽契丹战争后东北亚近百年的和平，高丽那时没有一支强大的军队。林干等战败，损兵折将，不过在尹瓘的游说之下，女真后来休战。
后高丽改派尹瓘为‘东北面行营都统’，再次率兵入侵曷懒甸，同样遭到女真军的顽强抗击。高丽军“ 陷没死伤者过半，势不能振，遂卑辞讲和，结盟而还”。

### 经过
女真撤退后，尹瓘感到高丽缺乏一支精湛的部队，于是向高丽肅宗请命重组高丽军队并培训一支精锐部队。1107年，尹瓘率领一支1万7千人的重组部队攻打女真并最终取胜。胜利后尹瓘在朝鲜半岛东北部修建了9座城堡（九城:咸州、英州、雄州、吉州、福州、宜州及通泰、平戎、公崄）。1108年，高丽宫廷大臣争斗。高丽新君主睿宗令尹瓘撤兵。高丽反对派甚至要尹瓘将九城归还女真。
从1108年至1109年，乌雅束指挥女真军收复失地曷懒甸。由于女真军的反击，高丽军议和，‘宋崇宁三年，女真将石适欢破高丽于曷懒甸之境，追入辟登水，逐其残众。高丽惧而请和。’“高丽背约，杀二使，筑九城于曷懒甸，以兵数万来攻。斡赛败之。斡鲁亦筑九城，与高丽九城相对。高丽复来攻，斡赛复败之。高丽约以还逋逃之人，退九城之军。复所侵故地。(金史卷一)
1109年秋，高丽从曷懒甸撤军，尹瓘后被撤职并入狱。不过尹瓘很快在1110年被释放，并给于复职。但被尹瓘拒绝了复职邀请。一年后，尹瓘去世。

### 后续
1115年，女真灭了辽国建立起金国。女真金国的崛起后，在曷懒甸建立了正式的行政编制曷懶路，并被后来的女真人的政权东夏国继承，1233年，窝阔台派皇子贵由率领左翼蒙古军征讨此地，使其为其藩属。忽必烈建立元朝后，曷懒甸隶属于辽阳行省双城总管府。
后明朝初期曾在此地附近建立军事机构 铁岭卫，洪武二十年十二月，高丽以曾经从女真手中抢夺两年，单方面宣称对此地自古拥有主权，后明朝铁岭卫迁入鸭绿江西。

## 對有关女真族起源的研究
歷史學家，考古學家金毓黻先生主张“靺鞨，当亦为沃沮、勿吉之音转”，认为朝鲜半岛北部的沃沮即勿吉，又分北沃沮(黑水等部)、东沃沮（白山等部），东女真当即古代东沃沮的后裔。此指东女真即曷懒甸女真，为唐以前沃沮的后裔。